# قورباغه جزیره مائود
قورباغه جزیره مائود (نام علمی: Leiopelma pakeka) نام یک گونه از تیره قورباغه‌های بدوی نیوزیلند است .